# Bárdfalva
Bárdfalva (Bárdfalu, románul: Berbești, jiddisül ברבשט) falu Romániában, Máramaros megyében, a történeti Máramarosban.

## Fekvése
Máramarosszigettől 12 kilométerre délkeletre, a Mára és a Kaszó találkozásánál fekszik.

## Nevének eredete
Mind román, mind magyar neve egy 14. században élt, Barb nevű férfi emlékét őrzi, aki talán a falut alapító kenéz lehetett. Magyar neve talán népetimológia hatására változott meg (1387-ben Barbfalwa, 1398-ban Barthfalua, 1405-ben Bardfalwa). A román név szabályosan alakult a Barb férfinévből (Bărbești > Berbești).

## Története
Kezdetben kenézi jogú, később kisnemesi román falu volt Máramaros vármegyében. 1424-ben hozzátartozott Bélafalva (Fejérfalva). Nemesi családjai közül a 15. században gyakrabban szerepelt a Fekete, Kis, Kodra, Monejla és Szteczk család. 1720-ban 23 nemesi és négy jobbágytelekből állt. A 18. században bazilita kolostor állt benne. Lakói egy része a 18. század végén még az ortodox vallást követte.
1840-ben 141 zsidó lakta. Hitközséget 1850-ben hoztak létre. A Teitelbaum és a Grosz haszid rabbicsalád befolyása alatt álltak. 1859-ben alapították jesiváját, 1920-ban a Talmud-iskolát. Az előbbinek az 1920-as években nyolcvan, az utóbbinak 45 növendéke volt. 1944. április 17-én központjában állították fel a gettót, ahová a környékről háromezer zsidót hurcoltak. 1947-ben kilencven, a deportálásból visszatért lakóját számolták össze.
1838-ban 1014 görögkatolikus és 146 zsidó lakosa volt.
1910-ben 2264 lakójából 1696 volt román és 561 német (jiddis) anyanyelvű; 1692 görögkatolikus és 568 zsidó vallású.
2002-ben 1535 lakosából 1534 volt román nemzetiségű; 1404 ortodox és 37 pünkösdista hitű.

## Látnivalók
- A 6. számú ház mellett áll a Rednic család 18. században állított, faragott fakeresztje, amelyet az ezredforduló körül renováltak.
- Határában kénhidrogénes ásványvízforrás.

## Híres emberek
- Itt született 1883. január 11-én Ion Bârlea népzenekutató.

## Képek

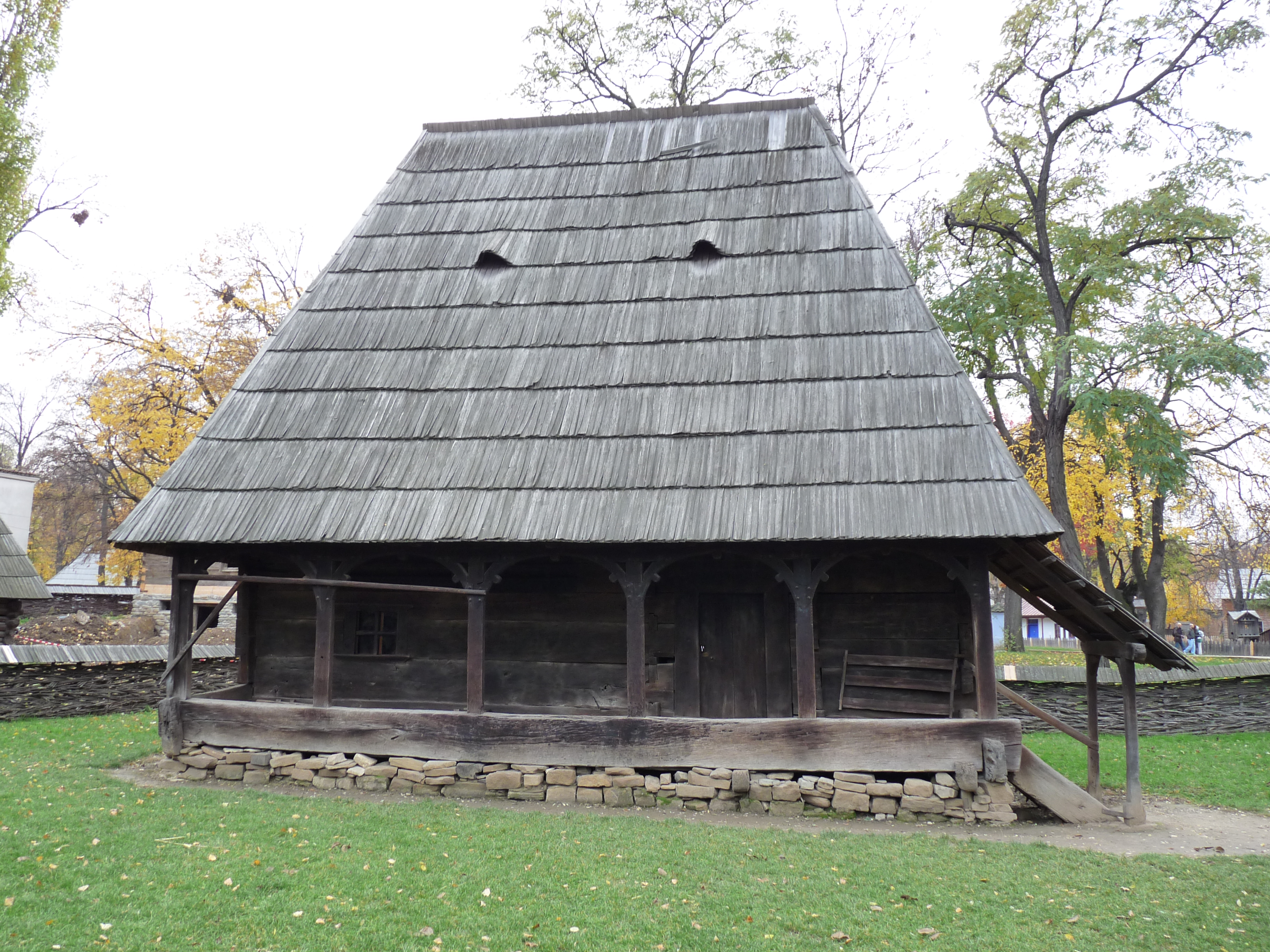
1775-ben épült bárdfalvi ház a bukaresti szabadtéri néprajzi múzeumban
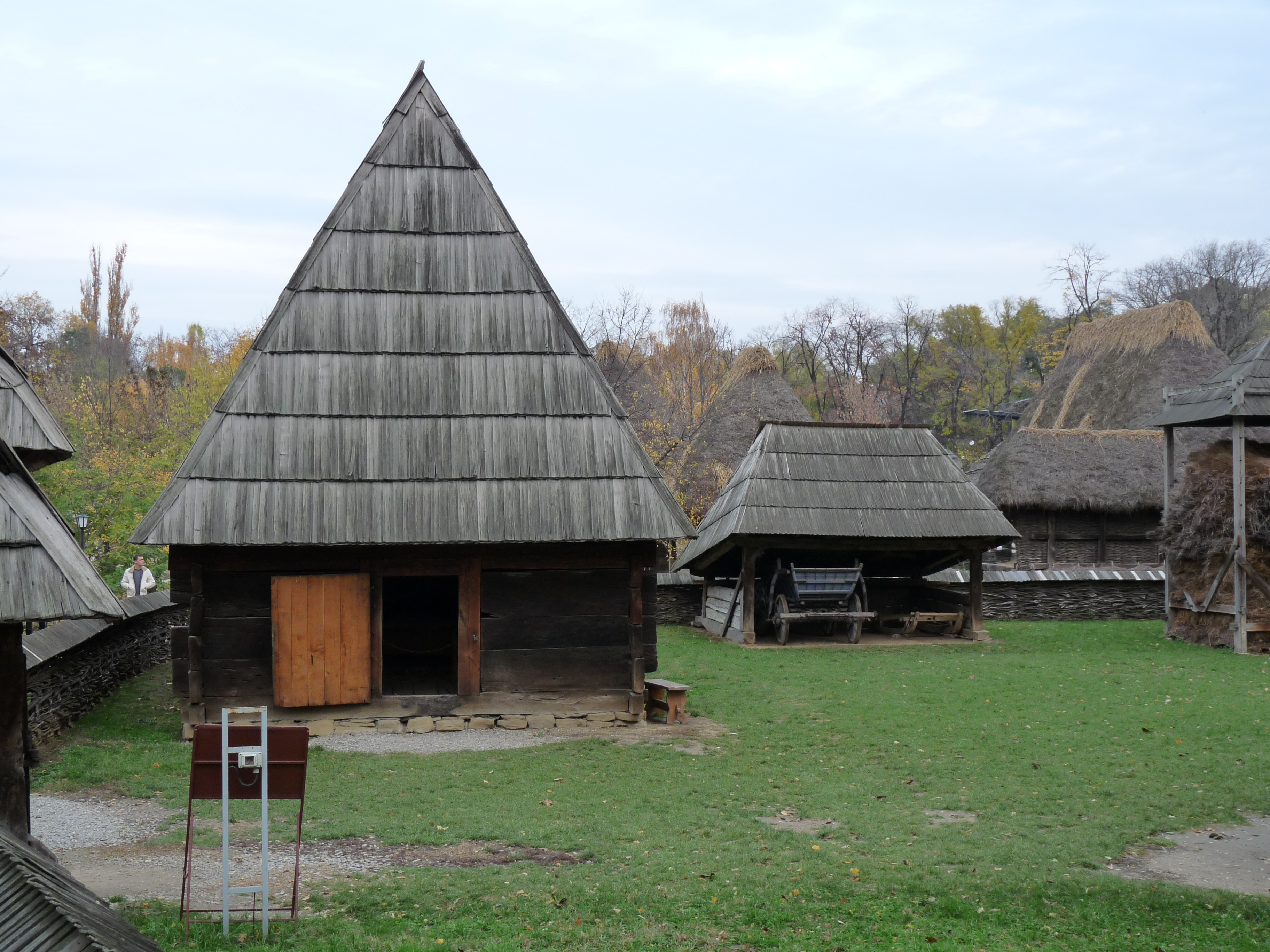
A ház melléképületei
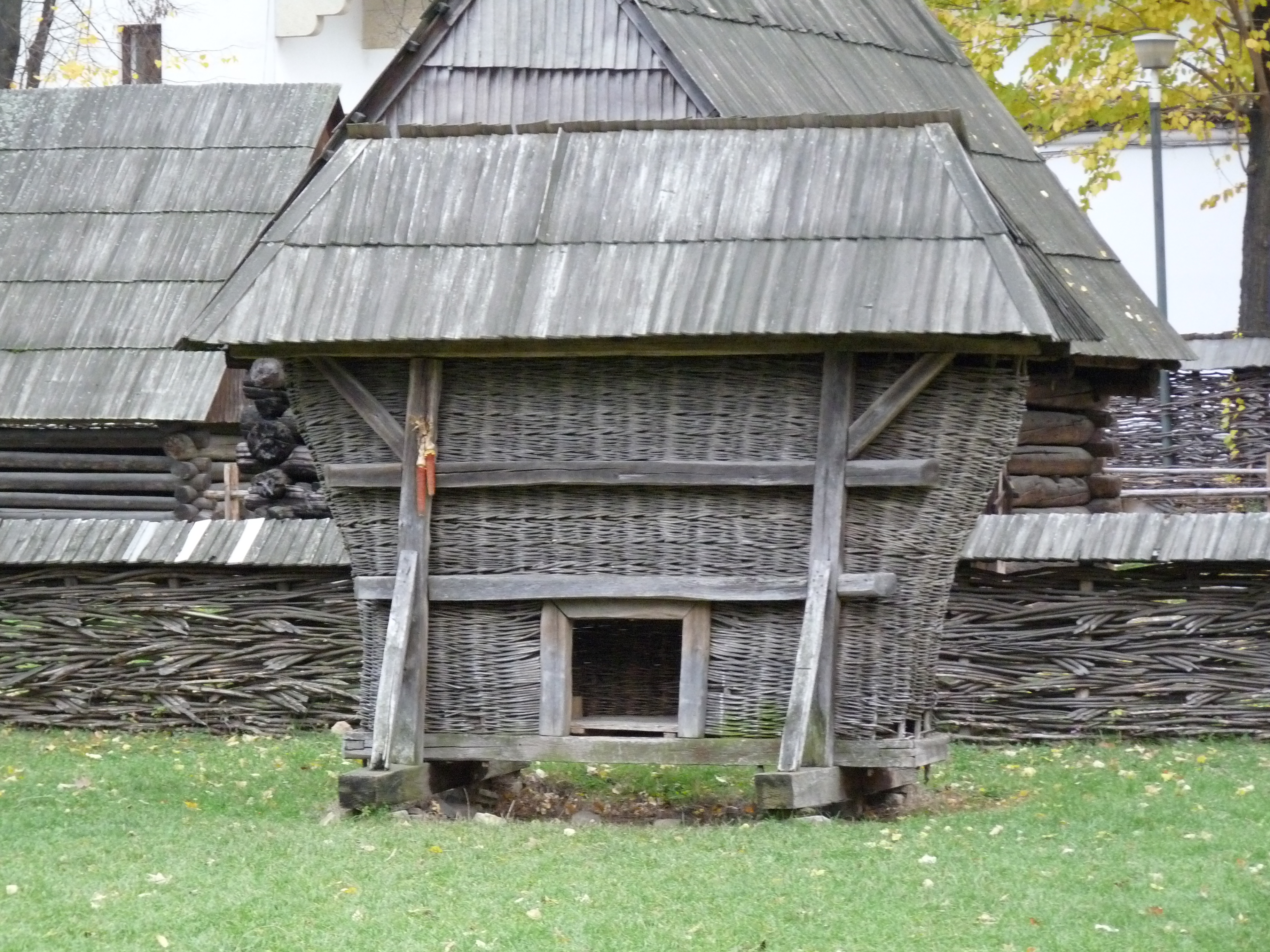
Kukoricakas
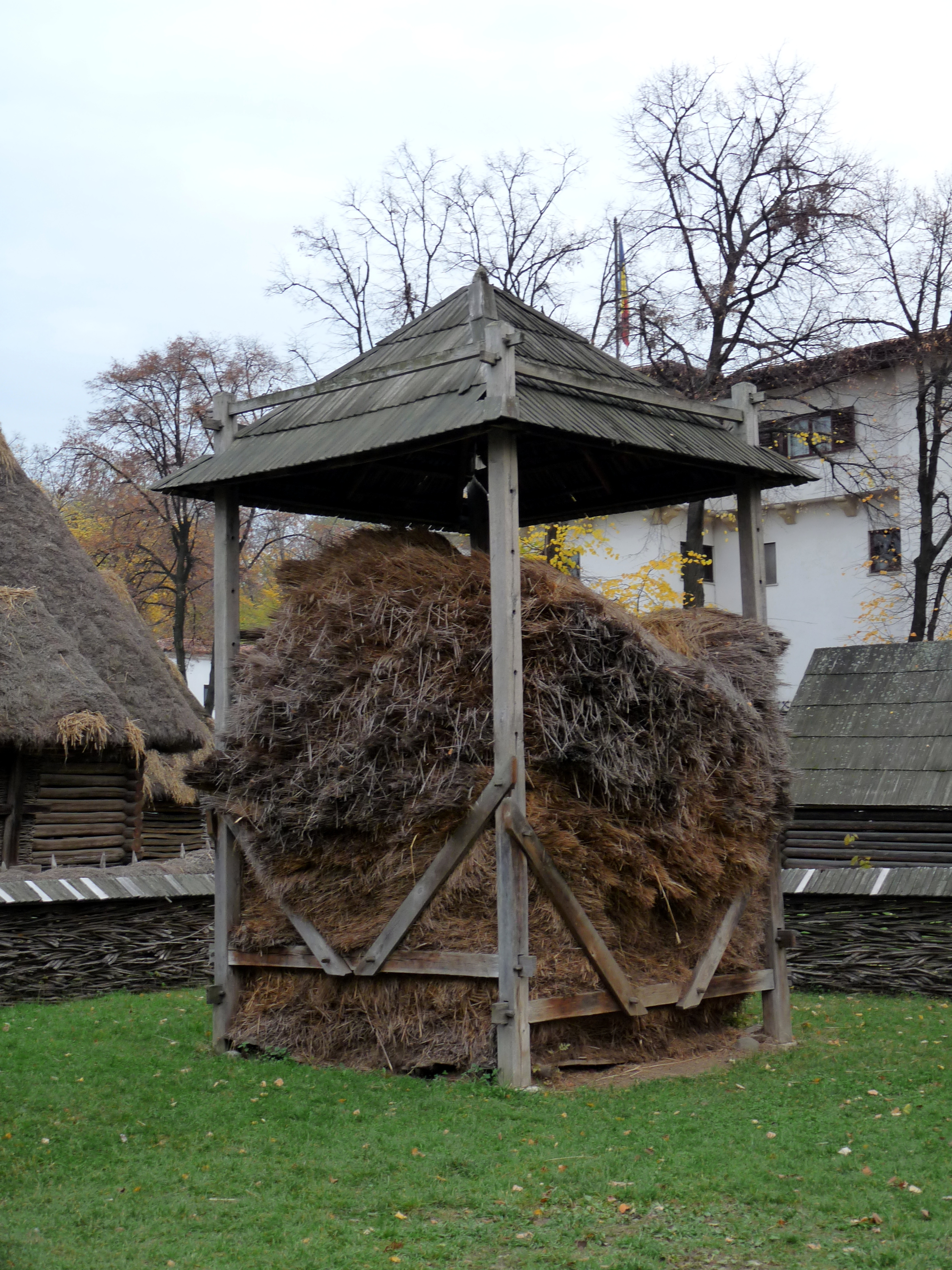
Szénatároló